# Ракитский, Юрий Васильевич
Юрий Васильевич Ракитский (24.06.1932 — 08.11.1986) — советский учёный в области прикладной математики и моделирования динамических систем, лауреат премии имени П. Н. Яблочкова АН СССР.

## Биография
Родился в Ленинграде.
В 1956 г. окончил радиотехнический факультет ЛПИ по кафедре математических и счётно-решающих приборов и устройств (позже называлась кафедрой информационно-управляющих систем).
Работал там же. В 1961 году защитил кандидатскую диссертацию (научный руководитель профессор В. С. Тарасов) и возглавил группу по разработке цифровых моделей, которые могли бы использоваться при создании специализированной ЭВМ для моделирования процессов в атомной энергетической установке.
В 1973 г. защитил докторскую диссертацию:
- Разработка и исследование методов численного расчета переходных процессов в задачах электротехники и управления : диссертация … доктора технических наук : 05.14.07. — Ленинград, 1973. — 305 с. : ил.

В 1975 г. присвоено учёное звание профессора.

## Научный вклад
Предложил алгоритмы численного интегрирования, на порядок сокращавшие расчеты электромагнитных полей.
Его ученики на кафедре ИУС — профессора А. М. Александров, Г. Н. Черкесов, И. Г. Черноруцкий, С. М. Устинов.

## Награды и премии
Лауреат премии имени П. Н. Яблочкова АН СССР 1986 года.

## Сочинения
- Численные методы решения жёстких систем / Ю. В. Ракитский, С. М. Устинов, И. Г. Черноруцкий. — Москва : Наука, 1979. — 208 с.; 26 см.
- Численные методы решения жёстких систем обыкновенных дифференциальных уравнений [Текст] : Учеб. пособие / Ю. В. Ракитский, С. М. Устинов, И. Г. Черноруцкий ; М-во высш. и сред. спец. образования РСФСР. Ленингр. политехн. ин-т им. М. И. Калинина. — Ленинград : [б. и.], 1977. — 81 с.
- О фильтрации составляющих с большими производными в динамических системах / К. С. Демирчян, Ю. В. Ракитский. — М. : ИВТАН, 1984. — 20 с.; 20 см. — (Препринт. / АН СССР, Ин-т высок. температур. N3-135; ;).

Похоронен на Богословском кладбище Санкт-Петербурга.